# Hojāi
Hojāi är en ort i Indien.   Den ligger i distriktet Nagaon och delstaten Assam, i den östra delen av landet, 1 600 km öster om huvudstaden New Delhi. Hojāi ligger 78 meter över havet och antalet invånare är 36 869.
Terrängen runt Hojāi är mycket platt. Runt Hojāi är det tätbefolkat, med 493 invånare per kvadratkilometer. Hojāi är det största samhället i trakten. Trakten runt Hojāi består till största delen av jordbruksmark.